# Agostino Carracci
Agostino Carracci (Bologna, 16 augustus 1557 – Parma, 22 maart 1602) was een Italiaanse kunstschilder en een grafische kunstenaar. Hij behoorde tot de Bolognese School.
Carracci wordt vaak gezien als uitvinder van de karikatuur. Deze verwerkte hij onder meer in zijn gravures. Het grootste deel van zijn tijd wijdde hij aan het maken van schilderijen en fresco's. Hij schilderde vaak met zijn broer Annibale Carracci en zijn neef Ludovico Carracci, die ook schilders waren. Hij ging 1597 naar Rome en werkte daar onder meer samen met Annibale aan decoraties in het Palazzo Farnese.
Onder zijn bewonderenswaardige fresco's worden onder andere Triomf van Galatea en Verkrachting van Cephalus gerekend. Andere bekende en opmerkelijke voorbeelden van zijn kunst zijn de Kruisiging van Tintoretto en de Laatste Communie van de heilige Hiëronymus (Pinacoteca Nazionale di Bologna). Een te vermelden gravure is de Franciscus van Assisi ontvangt de stigmata uit 1586.
Carracci is vermoedelijk ook de illustrator van de latere versie van I Modi.
In 1602 stierf hij in Parma en liet de decoratie van de Sala dell'Amore in het Palazzo Ducale del Giardino met De moederlijke, hemelse en aardse liefde van Venus onvoltooid.
Domenico Zampieri was een van de belangrijkste leerlingen van Agostino Carracci.

## Galerij

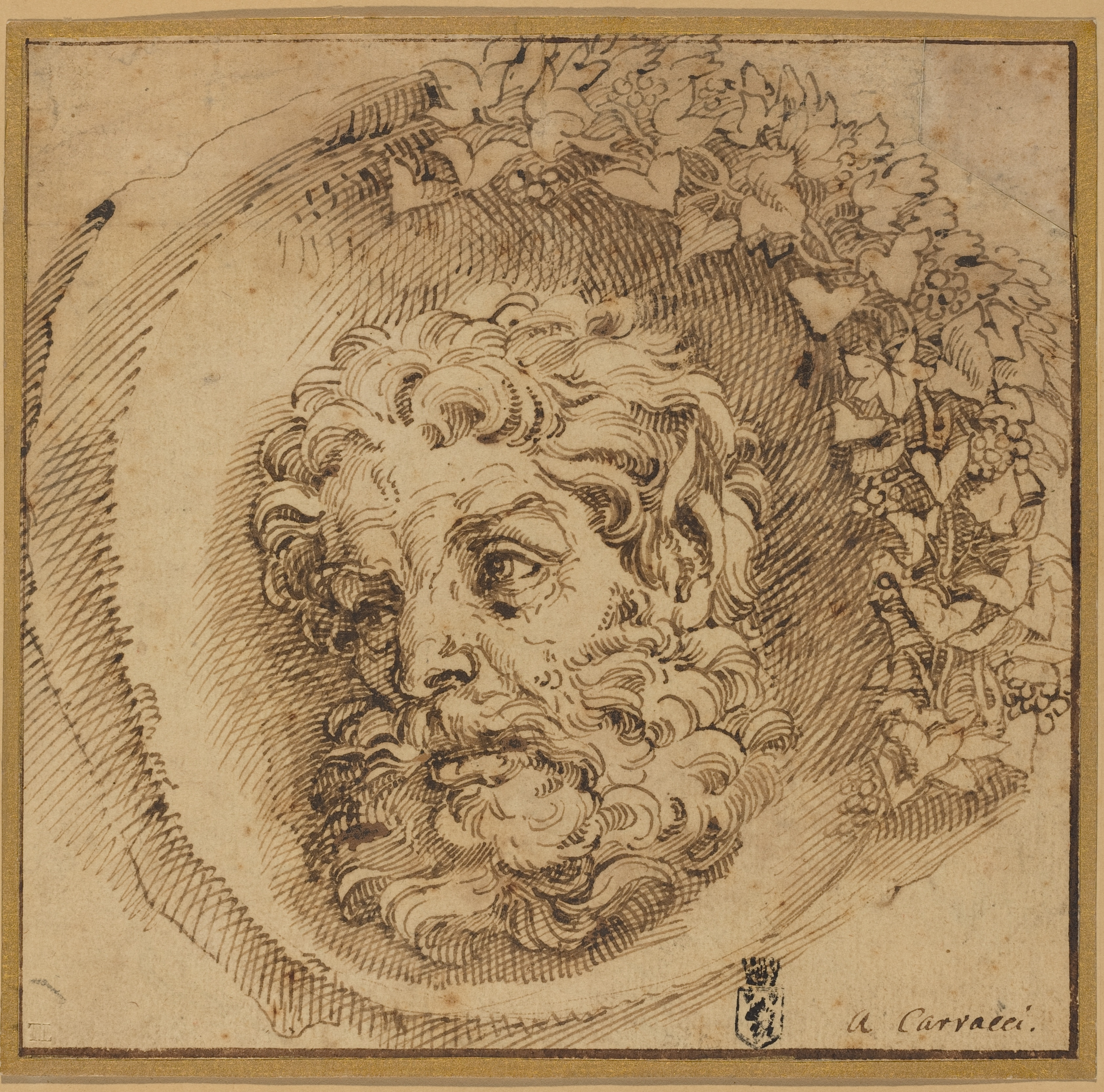
Hoofd van een faun (ca. 1595), 181 x 187 mm, pen en bruine inkt op papier, National Gallery of Art, Washington D.C.
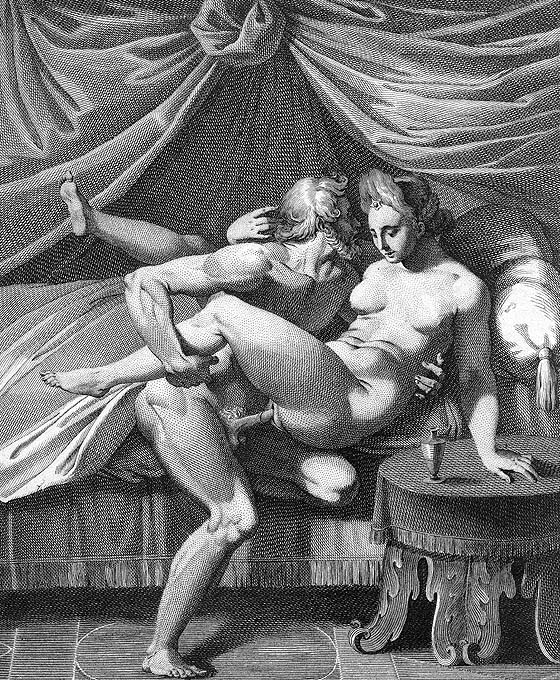
Jupiter en Juno
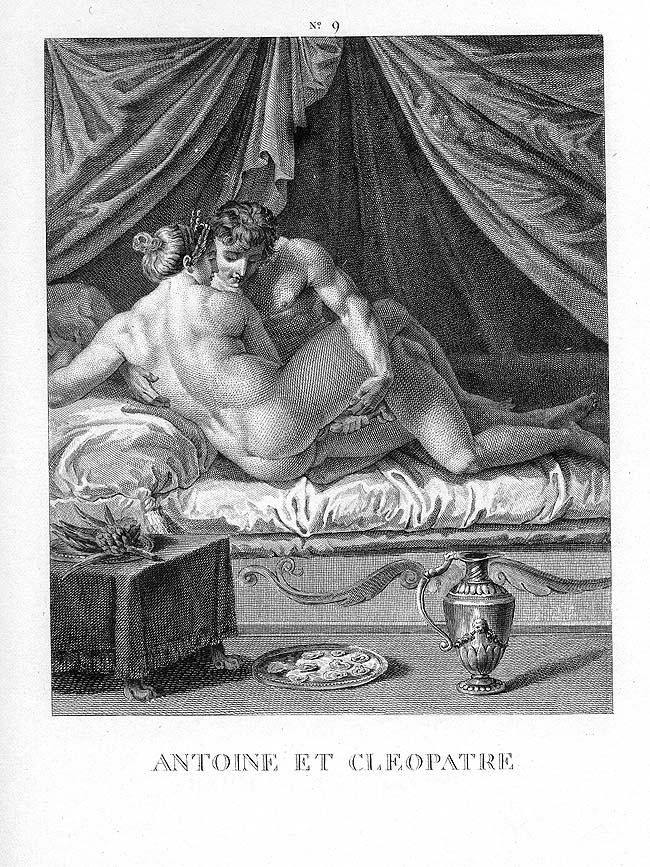
Antonius en Cleopatra
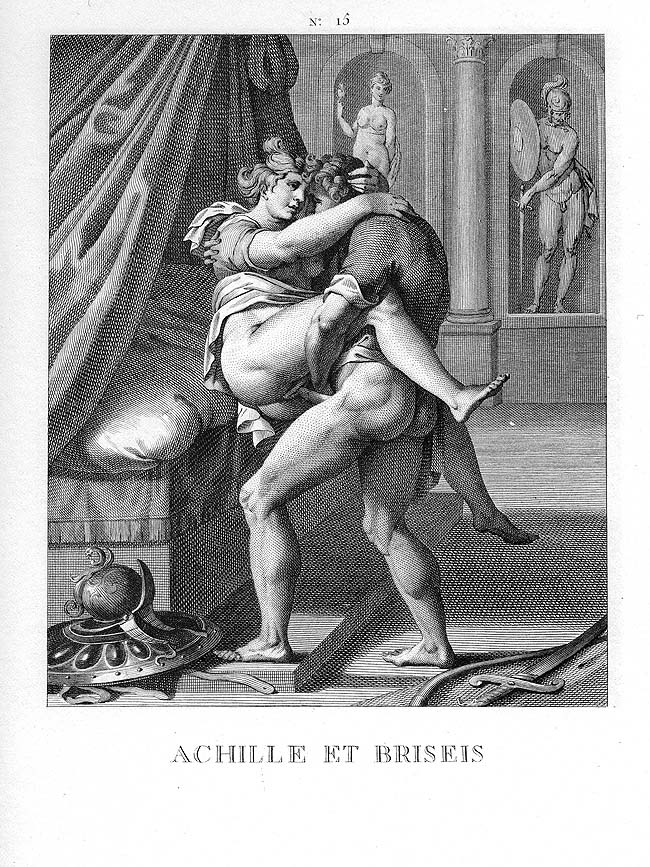
Achilles en Briseïs
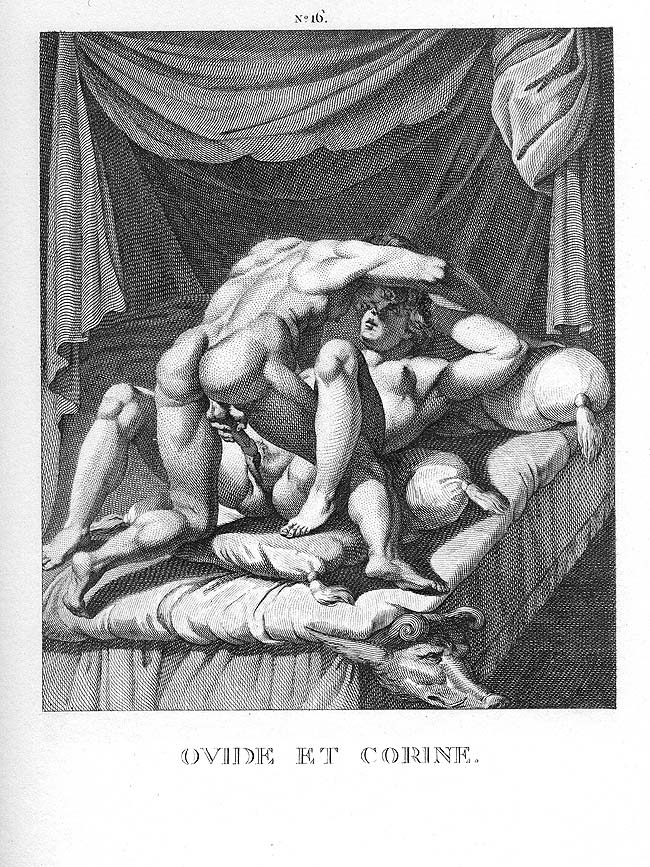
Ovidius en Corine

- Auckland Art Gallery Toi o Tāmaki: 637
- Art Gallery of South Australia: 12657
- Biblioteca Nacional de España: XX847728
- Bibliothèque nationale de France: cb12328894p (data)
- Catàleg d'autoritats de noms i títols de Catalunya: 981058564046006706
- Gemeinsame Normdatei: 118668536
- International Standard Name Identifier: 0000 0001 2135 7445
- KulturNav: d0276cc0-a13f-43a9-8be9-5ccc7ecd6b7c
- Library of Congress Control Number: n87839265
- MusicBrainz: a1dd5c44-81d3-4984-a1dd-4e4a0b021be9
- National Gallery of Victoria: 4950
- Nationale Bibliotheek van Tsjechië: xx0197723
- Nationale bibliotheek van Australië: 36010226
- Nationale Bibliotheek van Israël: 987007259459805171
- Nationale Bibliotheek van Polen: a0000002380329
- Nederlandse Thesaurus van Auteursnamen: 070385378
- RKD-Nederlands Instituut voor Kunstgeschiedenis: 15557
- Istituto Centrale per il Catalogo Unico: CFIV102968
- SNAC: w6990xtn
- Système universitaire de documentation: 032214944
- Museum of New Zealand Te Papa Tongarewa: 397
- Trove: 1183951
- Union List of Artist Names: 500115349
- Virtual International Authority File: 61617497
- WorldCat: E39PBJpPFhXFwm9ydc3cCc4jG3